# Митрофанов, Павел Павлович
Павел Павлович Митрофанов (1873—1917) — русский историк.

## Биография
Родился в Саратове 21 ноября (3 декабря) 1873 года в дворянской семье; его дед Иван Григорьевич Митрофанов (1795—?) дослужился к 1828 году до коллежского асессора и в 1830 году был внесён в 3-ю часть Саратовской дворянской родословной книги. Отец Павел Иванович Митрофанов (1831—1895) — почётный мировой судья, коллежский секретарь; мать Софья Ивановна была дочерью полковника артиллерии Ивана Антоновича Томича.
Начальное образование получил в Лозанне. В 1896 году окончил историко-филологический факультет Санкт-Петербургского университета, получив в 1895 году золотую медаль за сочинение на тему: «Жизнь и политическая деятельность Куриона младшего». Был оставлен при университете для приготовления к профессорскому званию. С 1 октября 1898 года по представлению И. Ф. Анненского был принят на должность преподавателя русского языка Императорской Николаевской Царскосельской гимназии. С этого времени началась дружба Митрофанова и Анненского.
В 1901—1904 годах в заграничной командировке П. П. Митрофанов собирал материалы для своей диссертации, над которой работал ещё с конца 1890-х годов. Он побывал в архивах Берлина, Брюсселя, Будапешта, Вены, Дармштадта, Дрездена и Парижа. После возвращения в Россию, он продолжил преподавательскую деятельность: с февраля по август 1904 года преподавал историю в 1-й Санкт-Петербургской мужской гимназии, с октября 1904 года — в училище Святой Анны и с ноября этого же года читал лекции на кафедре всеобщей истории Санкт-Петербургского университета в звании приват-доцента; с сентября 1906 года он ещё преподавал русский язык и историю в гимназии А. X. Юргенсона.
В 1907 году защитил магистерскую диссертацию на тему: «Политическая деятельность Иосифа II, её сторонники и её враги: (1780—1790)»; немецкое издание — Wien; Leipzig: С. W. Stern, 1909 — его переводчица на немецкий язык, Вера Фёдоровна Демелич фон Паньова (1868—?) в 1912 году стала женой П. П. Митрофанова.
В 1908 году избран профессором Высших женских курсов Раева и Историко-филологического института.
В 1909—1910 годах вновь работал в зарубежных архивах и сумел собрать чрезвычайно обширный источниковый материал, но завершить докторскую диссертацию, посвящённую австрийскому императору Леопольду II, ему помешала начавшаяся Первая мировая война.
С 1910 года состоял профессором при Санкт-Петербургском историко-филологическом институте.
Он много сотрудничал с популярным петербургским журналом «Гермес», в котором в течение нескольких лет (1908—1917) публиковал различные статьи на темы общественной жизни, развития современной науки.
Умер 4 (17) марта 1917 года в Петрограде, погребён на кладбище Александро-Невской Лавры.